# Khalid Abdalla
Pour les articles homonymes, voir Abdalla.
Khalid Abdalla, né le 26 octobre 1981 à Glasgow en Écosse, est un acteur britannique d'origine égyptienne.

## Jeunesse
Il a étudié à la King's College School de Londres et à l'université de Cambridge. Il débute au théâtre de son école, avec notamment un Macbeth.

## Carrière
Il débute à la télévision en 2005 avec la série MI-5. Il se fait connaître l'année suivante, avec le film Vol 93 de Paul Greengrass, où il interprète le terroriste islamiste Ziad Jarrah.
Il tient le rôle principal dans Les Cerfs-volants de Kaboul en 2007, rôle pour lequel il a appris le dari.
En 2010, il joue dans le film Green Zone, aux côtés de Matt Damon et Greg Kinnear.
En 2022, il rejoint l'Univers cinématographique Marvel, dans la série Moon Knight, dans le rôle de Selim, l'avatar d'Osiris.
Il interprète le rôle de Dodi Al-Fayed dans la saison 6 de la série The Crown, diffusée sur Netflix.

### Vie privée
Il est marié avec l'actrice britannique Cressida Trew depuis 2011.

## Filmographie

### Cinéma

#### Longs métrages
- 2006 : Vol 93 (United 93) de Paul Greengrass : Ziad Jarrah
- 2007 : Les Cerfs-volants de Kaboul (The Kite Runner) de Marc Forster : Amir Chadiri
- 2007 : Hush Your Mouth de Tom Tyrwhitt : JJ Farouk
- 2010 : Green Zone de Paul Greengrass : Freddy
- 2014 : Tigers de Danis Tanović : Nadeem
- 2014 : Itar el-layl de Tala Hadid : Zacaria
- 2016 : Un traître idéal (Our Kind of Traitor) de Susanna White : Luke
- 2016 : Assassin's Creed de Justin Kurzel : Sultan Muhammad XII
- 2016 : Les derniers jours d'une ville (Akher Ayyam el-Madinah) de Tamer El Said : Khaled el-Said
- 2017 : Birds Like Us de Faruk Sabanovic et Amela Cuhara : Bat (voix)
- 2020 : Underdogs de Chino Moya : Octavius

#### Courts métrages
- 2010 : Maydoum d'Omar Robert Hamilton : Sharif
- 2011 : Predella de Vita Hewison : Magid
- 2012 : Al Alamayn de Christiaan Bastiaans : Mahmoud
- 2015 : 1001 Inventions et le monde d'Ibn Al-Haytham (1001 Inventions and the World of Ibn Al-Haytham) d'Ahmed Salim : Ibn Al-Haytham (voix)

### Télévision

#### Séries télévisées
- 2005 : MI-5 (Spooks) : Yazdi
- 2017 : Philip K. Dick's Electric Dreams : L'interrogateur
- 2019 : Moving On : Rafi
- 2019 - 2020 : Hanna : Jerome Sawyer
- 2022 : Moon Knight : Selim
- 2022 - 2023 : The Crown : Dodi Al-Fayed
- 2024 : The Day of the Jackal : Ulle Dag Charles